# Крижина

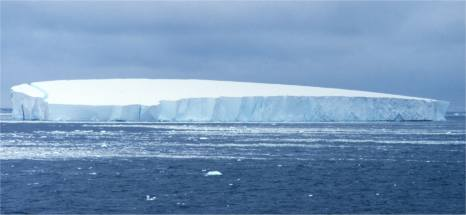
Крижина «дошка» (на морі)

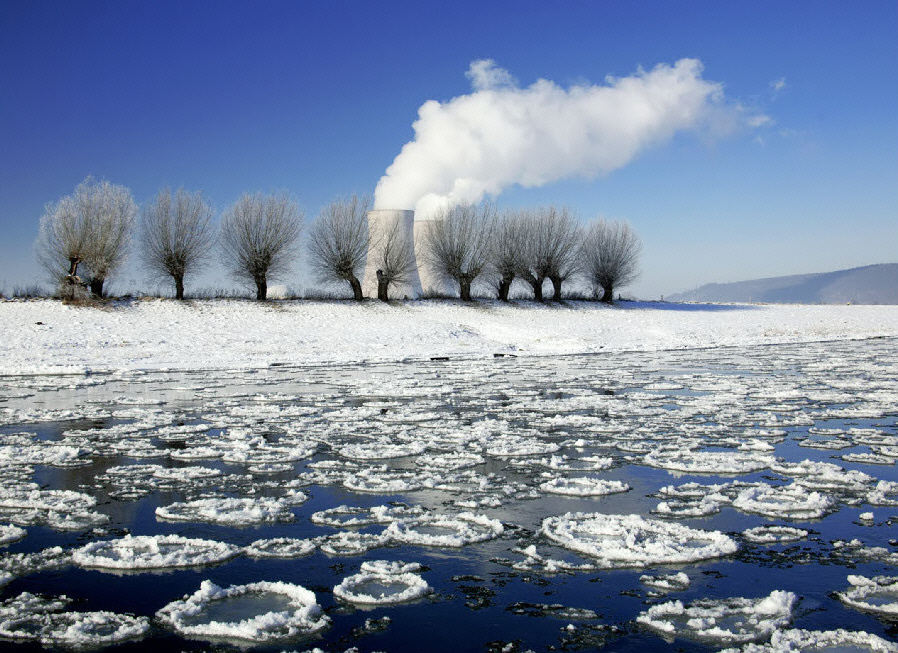
Крижини (на річці)

Крижи́на — окремий шматок льоду, дрейфуючий на поверхні води. Крижини бувають різних розмірів. У Світовому океані, зазвичай у приполярних областях, існують крижини величезних розмірів — айсберги. 
Навесні крижини утворюються внаслідок руйнування крижаного покриву, а восени — внаслідок змерзання сала, шуги, сніжниці та відриву заберегів. 
Масовий рух крижин на річках і озерах під впливом течії та вітру називається кригоплавом, а такий рух у морях та океанах — дрейфом льоду.